# 乾電池

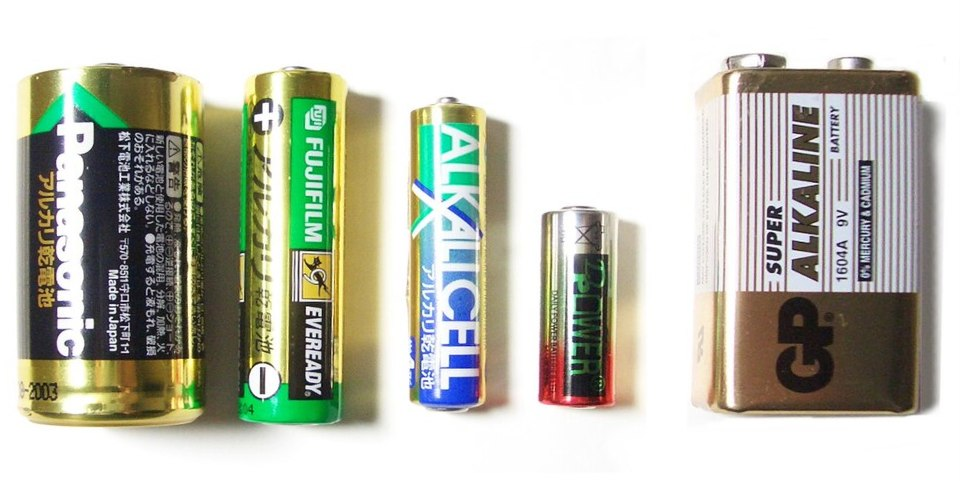
乾電池。左から、単2・単3・単4・単5・9V形

乾電池（かんでんち）は、電解液を固体に染み込ませて担持させ、扱いやすくした一次電池である。（一回限りの使用で使い捨てるものが一次電池、充電して繰り返し使うものが二次電池）

## 概要
一次電池は、乾電池と、電解液を液状のまま使う湿電池に分けられるが、現在の一次電池はほぼ全て乾電池である。
文字どおりには、一次電池以外の化学電池である二次電池や燃料電池も、湿電池と乾電池に分けられるが、これらの用語は一次電池に限って使う。二次電池では、それぞれに当たるものを開放型・密閉型と言う。
乾電池は基本的に充電ができず、放電後に機器を動かすには電池の交換が必要なため、寸法・電圧などが国際電気標準会議のIEC 60086（日本ではJIS C 8500）で規格化されている。日本で実際に「乾電池」として売られるものはその内、通称単1形 - 単5形・9V形などと呼ばれる一部である。それ以外は、小型のものは「ボタン型電池」、それ以外は「リチウム電池」のように電池系で呼ばれる。以下では、この狭義の「乾電池」について主に述べる。

## 規格
幾つかの形状・電圧などが規格化されていて、高い互換性がある。形の小さい電池に、より大きい電池の形状をした「スペーサー」と呼ばれる製品を包み込むように装着して、形の大きい電池として使用できる場合もあり、近年品揃えが少なくなり価格的にも不利な単2形以上の大きさの電池を使用する機器に対してしばしば用いられる。
1887年、日本で乾電池が発明され（屋井乾電池、後述）、日本では1910年頃には現在のような形状での乾電池の量産が行われていたが、1935年頃までは大きな電圧を必要とする機器が多く、機器ごとに複数の乾電池を直列につないでパッケージ化した積層電池として販売されていた。その後、機器の低電圧化や省力化により、使用者が機器ごとに乾電池をいくつか組み合わせて必要な電圧を得て使うように乾電池の単体で販売されるようになる。
日本では戦時下の1942年にDセルを「単1形」、Cセルを「単2形」の呼称とすることが定められた。ただし現在では通称であり、この名称を使用しているのは日本だけである。その後、日本では現在までにさらに容量を小さくした「単3形」「単4形」「単5形」を加えた5種類が商品化されている。
この「単x形」の呼称は現在は形状互換を指すときのみに使われる。電解質を従来のマンガン電池からよりエネルギー密度の高い材質に変えたアルカリマンガン電池でも、単位電池の公称電圧は1.5Vだが、その後に充電で再利用可能を謳って発売されたニッケル・カドミウム電池では、形状こそ単1形や単3形と互換性をもたせた製品があるが、公称電圧は1.2Vしかないため使用には注意を要する場合がある。

### 代表的な規格
日本では国際規格「IEC 60086」を元にJIS C 8500を制定、2017年に改正した規格の一部（廃れた規格もあるため）を記載する。なお8501、8511、8512は廃止（JIS C 8515に統合）となった。
|     | 名称・通称                               | 名称・通称 | 名称・通称     | 名称・通称                                              | 寸法（mm） | 寸法（mm）  | 備考 |
| IEC | 日本                                     | アメリカ   | その他         | 高さ                                                    | 直径・幅   |             | 備考 |
| --- | ---------------------------------------- | ---------- | -------------- | ------------------------------------------------------- | ---------- | ----------- | --- |
|     | R20                                      | 単1形      | D              | Mono                                                    | 61.5       | (直径) 34.2 | |
|     | R14                                      | 単2形      | C              | Baby                                                    | 50.0       | (直径) 26.2 | |
|     | R6                                       | 単3形      | AA             | Mignon                                                  | 50.5       | (直径) 14.5 | |
|     | R03                                      | 単4形      | AAA            | Micro                                                   | 44.5       | (直径) 10.5 | |
|     | R1                                       | 単5形      | N              | Lady                                                    | 30.2       | (直径) 12.0 | |
|     | - R8D425 (マンガン) - LR8D425 (アルカリ) | N/A        | AAAA           | - 単6形 (備考参照) - Mini                               | 42.5       | (直径) 8.3  | JIS C 8515:2017において、形状仕様は存在するが「単6形」とは明記されていない。 電子回路を内蔵するペンのバッテリーなどで採用されていたが、日本国内で*R8D425の流通はほとんど無い。 R61の素電池より少し大きい。（R61は高さ39mm、直径7.8mm） |
|     | R44                                      | N/A        | N/A            | - LR44 (アルカリ) - PR44 (空気亜鉛) - SR44 (酸化銀)     | 5.4        | (直径) 11.6 | 円形の電池。仕様上で呼び分けることは無いが「ボタン型電池」とも呼ばれる。 LR44、PR44、SR44それぞれサイズは同じだが僅かに公称電圧が異なる。                                                                                              |
|     | F22                                      | 9V         | Nine-volt, PP3 | - 6F22 (マンガン) - 6LR61 (アルカリ) - 006P (JIS旧規格) | 48.5       | (幅) 13.5   | 代表的な平形の積層乾電池。 缶の中で1.5vの素電池を6個直列つなぎ、9vを出力している。 負極側に6角形状のスナップ端子が採用される。 |

| 電池系 記号 | 電池名称                      | 正極                          | 電解液                         | 負極           | 公称電圧（V） | 備考 |
| ----------- | ----------------------------- | ----------------------------- | ------------------------------ | -------------- | ------------- | --- |
| (なし)      | マンガン乾電池                | 二酸化マンガン（MnO2）        | 塩化アンモニウム、酸化亜鉛、水 | 亜鉛（Zn）     | 1.50          | 最小平均持続時間が異なる場合、以下の「追加記号」で示す。 S - 標準 P - 高性能                                                                                   |
| C           | 二酸化マンガン リチウム乾電池 | 二酸化マンガン（MnO2）        | リチウム塩、有機電解液         | リチウム（Li） | 3.00          | 型式が「CR」で始まる円形の電池。日本では「コイン電池」とも呼ばれる。                                                                                           |
| F           | 二硫化鉄 リチウム乾電池       | 二硫化鉄（FeS2）              | リチウム塩、有機電解液         | リチウム（Li） | 1.50          | 最高開回路電圧が1.8 V 程あり、一部の機器では非推奨。 |
| L           | アルカリマンガン乾電池        | 二酸化マンガン（MnO2）        | アルカリ金属の水酸化物、水     | 亜鉛（Zn）     | 1.50          | |
| P           | 空気亜鉛電池                  | 二酸化マンガン（MnO2）        | アルカリ金属の水酸化物、水     | 酸素（O2）     | 1.40          | |
| S           | 酸化銀電池                    | 酸化銀（Ag2O）                | アルカリ金属の水酸化物、水     | 亜鉛（Zn）     | 1.55          | |
| Z           | ニッケル乾電池                | オキシ水酸化ニッケル（NiOOH） | アルカリ金属の水酸化物、水     | 亜鉛（Zn）     | 1.50          | 主にデジカメ用として東芝、SONY、パナソニックなどが販売していた。パナソニックのみ一般向けとして存続を狙ったが失敗。後継のオキシライド乾電池も生産終了している。 |

#### 型式と読み方

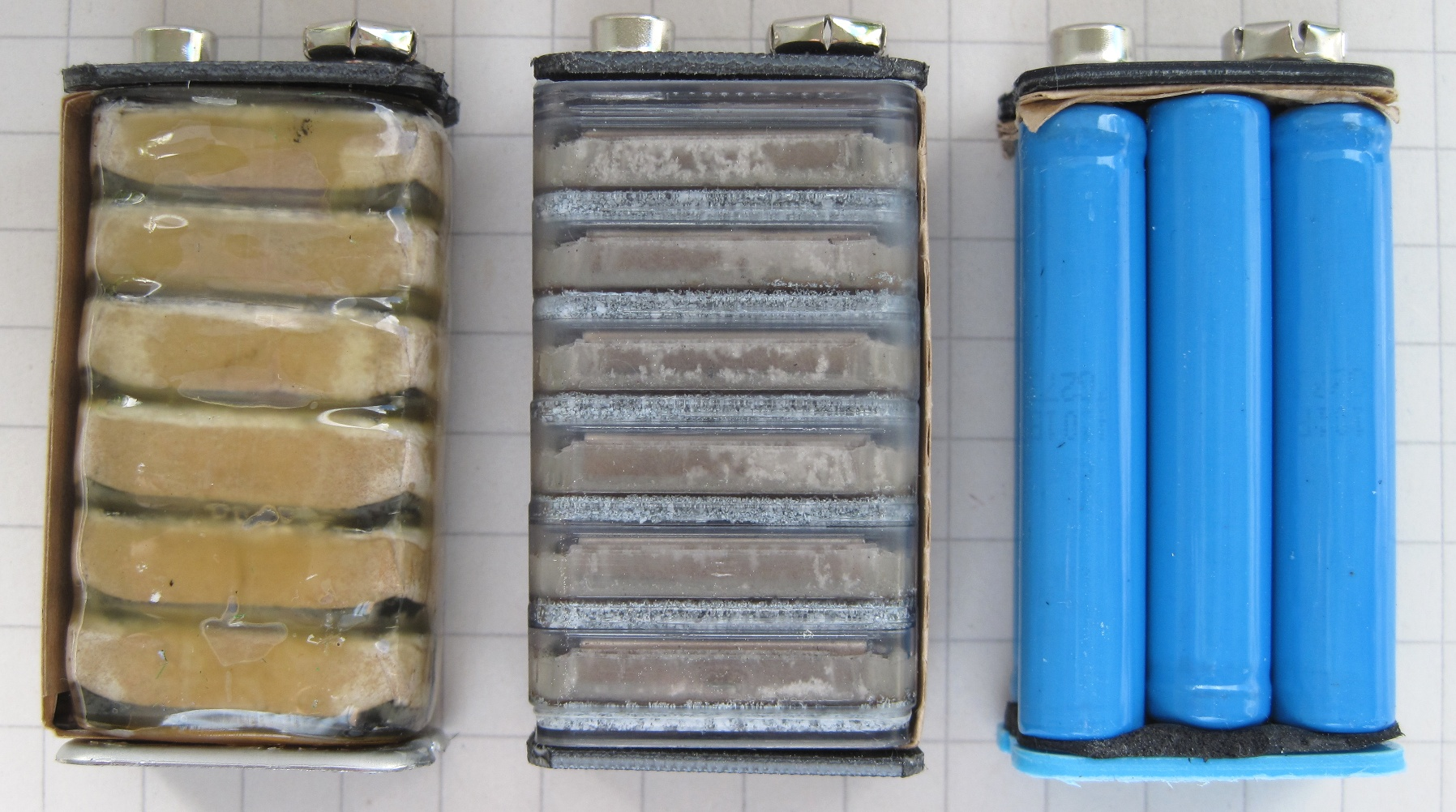
積層電池（F22/9V）に内蔵されている素電池形状の違い。

| 0 |

| 0 |

| 0 |

| 0 |

| 0 |

| 0 |

| 0 |

| 0 |

| 0 |

| 0 |

| 0 |

| 0 |

1. 直列した電池の数
無い場合は省略し、平形の乾電池のように内部に複数の電池が直列に繋がっている場合、その数が記載される。
2. 電池系記号
マンガン乾電池のように「なし」の場合は省略する。乾電池の種類と記号を参照。
3. 形状記号
- R - 円筒形や円形（ボタン型、コイン型も同様）
- F - 平形
- S - 角形

4. 形式記号 直径記号 / 高さ記号（円形のみ）
ミリ単位で記載される。円形記号と高さ記号については下表「直径の記号と高さの記号」に記載。
5. 追加記号
追加事項
| 最大直径の小数点第1値 | 記号 | 高さの小数点第2値 | 記号 |
| --------------------- | ---- | ----------------- | ---- |
| 0.0                   | A    | 0.00              | A    |
| 0.1                   | B    | 0.01              | B    |
| 0.2                   | C    | 0.02              | C    |
| 0.3                   | D    | 0.03              | D    |
| 0.4                   | E    | 0.04              | E    |
| 0.5                   | G    | 0.05              | G    |
| 0.6                   | H    | 0.06              | H    |
| 0.7                   | J    | 0.07              | J    |
| 0.8                   | K    | 0.08              | K    |
| 0.9                   | L    | 0.09              | L    |

直径記号は最大直径を整数値に変換した値と、小数点第1を記号置き換え、それらを組み合わす。例：直径15.6mmの円形電池の直径記号は「15H」。

高さ記号は整数（「.」を取り除く）にする、または高さを0.01単位で表す場合は、上記の表にある記号で記載してもよい。例：高さ1.67mmの円形電池の高さ記号は「167」または「16J」。

## 特徴と用途

### マンガン乾電池
使用により徐々に電圧が低下するが、電流を止めると一時的に起電力が回復する。
大電流を流せないため、時計（置時計、掛時計）や（CDラジカセなどの）バックアップメモリー用のように小電流で連続動作させるもの、ドアチャイム・石油ストーブの点火&消火時臭い取り機構・デジタル体重計・電卓・各種リモコンなどのように間欠的な動作を行なうものに適する。但し機器によって、アルカリ乾電池を使うよう指示されている物もある。

### アルカリ乾電池
マンガン電池に比して長時間安定した電圧・大電流を維持し、電流を止めると一時的に起電力が回復する。
デジタルカメラ・エレクトロニックフラッシュ・携帯テレビ・小型の携帯電話&スマートフォン充電器・バックライト付き液晶ディスプレイを備えた携帯オーディオ機器（ポータブルMD、ポータブルCDプレーヤー、ポータブルレコードプレーヤー、MP3プレーヤー、CDプレーヤー付きラジオ、ポケットラジオ、ポータブルリビングラジオ、CDラジカセ、テープレコーダー、ICレコーダー）・電動玩具（電池で動く車、電車、動物）・懐中電灯・電動シェーバー・拡声器・小型の楽器アンプ・携帯用小型扇風機など大電流で連続動作させるものや、電波時計・エアコン&温水洗浄便座のリモコン・ガス器具（ガステーブル・瞬間湯沸かし器・バランス型風呂釜など）や石油風呂釜の点火&安全装置・ワイヤレスマウス&キーボード・ワイヤレスマイクなど電圧が降下すると機能に影響したり動かなくなったりする機器に適する。

### ニッケル乾電池
デジタルカメラなど高電圧を要求する機器に向く。初期電圧が一般の乾電池よりも高く1.7V程度あり、負荷をかけてもそれを維持するため、特に消費電力の大きなデジタルカメラで実力を発揮する。

### リチウム乾電池
大容量で大電流を維持できる。また、極めて自己放電が少なく長期間の使用に耐える。
出力モーターやデジタルカメラなどからデータ保持用まで、大電流・小電流問わず使用可能。電池本体が軽く、本数を多く使用するカメラ用ストロボなどの機器にも有用。対応する温度域が広く、低温に強い。

### 酸化銀電池
主にカメラなどの露出計や薄型電卓の電源など。

### 水銀電池
主にカメラの露出計電源などで使われていた。
日本では1996年に製造中止、2018年から輸出入禁止となった。水銀電池の型式は「NR」「MR」の何れか。

### 二酸化マンガンリチウム電池
メモリの起動用電源、釣り用の浮き、フィルムカメラのデート機能、携帯ゲーム機など。

### 空気亜鉛電池
耳掛式及び耳穴式、眼鏡と一体化されている補聴器の電源として使われている。

## 使用上の注意

### 液漏れ

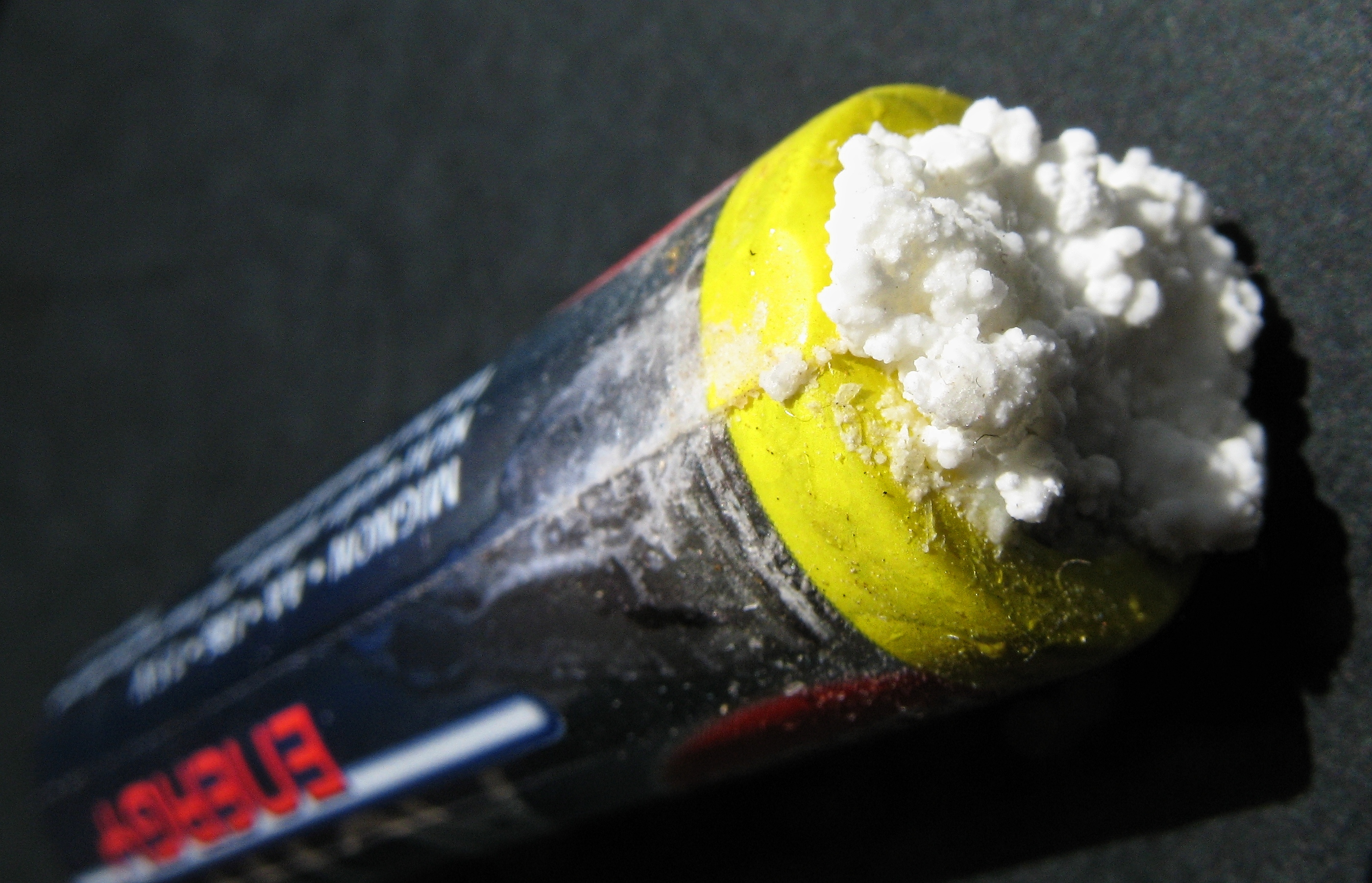
液漏れを起こした乾電池

アルカリ電池に起きやすいとされる液漏れは、過放電によって更にその確率が上がる。過放電とは、機器を作動させることができない電圧（通常0.9V が基準）になること。これにより、乾電池内に水素が急速に発生し、内圧上昇による破裂を防ぐため、安全弁が開く構造になっている。このとき水素と一緒に内液が放出される。また、マイナス側端子の損傷も原因の一つ。度重なる改良が行なわれているが、現在でも基本的にはどの電池にも起こりうる。異種電池の混用によって、先に寿命を迎えた電池が過放電ないし逆充電状態に置かれて引き起こされることもある。マンガン電池が相応とされる微弱電力機器（時計など）にアルカリ電池を入れた場合、結果的に長期間の使用となり液漏れを誘発することもある。何らかの理由でいったん液漏れが発生すると、アルカリ電池の場合は電解液が水酸化カリウム等の強アルカリのため、漏れた液に触れば化学火傷を起こし、目に入れば失明のおそれもある。また、電池の種類を問わず液漏れは金属腐食の原因となるため故障が起こりやすい。

### 使用推奨期限
1993年以降に発売された乾電池の多くには、使用推奨期限が刻印されている。使用推奨期限は、使用開始を推奨する期限を示したものであり、期限までに使い終わることを推奨しているわけではない。期限は製造時から数年程度が一般的。

### 想定されるリスクについて
コイン形リチウム一次電池やボタン形アルカリ電池などの小形電池は，小さな子供が興味を持ちやすく，口に入れて飲み込んでしまうこともある。しかし，誤った取り扱いをすると人体に重大な損傷を与える可能性がある。飲み込まれた電池は，粘液や唾液などの体液と反応して回路を形成し、人体の組織を溶かしてしまうのに十分な強さのアルカリ成分を発生させる。それによって化学やけどや粘膜組織の損傷，重症例では、食道と気管の間にあいた穴が貫通し、最悪の場合に死に至る。

### JIS規格の規定内容と図記号について

Keep-out-of-reach-of-children

JIS 規格では，電池の取扱いの安全性に関する注意事項及びそれを表示することが規定されている。例えば「JIS C8513（リチウム一次電池の安全性）」では、「7.2 電池取扱いの安全性に関する注意事項」として、「電池は、乳幼児の手の届かないところに置く。」と記載されており、乳幼児が飲み込む可能性がある小さな電池は乳幼児の手の届かないところに置くこと、電池を飲み込んだ場合には直ちに医師に連絡し、指示を受けることが記載されている。さらに、大人が監視していないところで、子供に電池の交換をさせないことも記載されている。この安全図記号は“電池は，乳幼児の手の届かないところに置く”という注意喚起を保護者に行うことを目的としている。直径20mm以上のコイン形リチウム一次電池は、電池本体への安全図記号の表示が要求事項となっている。

## 使用済み乾電池

### 日本
国内で製造された乾電池には『水銀0使用』の表記があり、原料に水銀を使ってない事を示す。マンガン乾電池は1991年、アルカリ乾電池は1992年から、水銀は使用されていない。ただし輸入された全ての乾電池に関しては水銀を含んでいる可能性がある。
一次電池の中でも水銀を含む電池は存在する。2018年「水銀による環境汚染の防止に関する法律」の規制により酸化銀電池は1%未満、空気亜鉛電池は2%未満の水銀を含むことが許容されている。その他ボタン型電池でも僅かに水銀を含んでいるが、2020年末から製造、輸出入が禁止されている。
二次電池と違い、粘着テープ等で電極を絶縁してから不燃ゴミとして廃棄することは可能であるが、種類にかかわらず回収・リサイクルすることが望ましい。

### 欧州連合
RoHS指令およびWEEE指令により、水銀0使用を達成した乾電池であっても回収・リサイクルが義務づけられている。

## 歴史

### 乾電池の誕生
- 1885年（明治18年）-  ドイツのカール・ガスナー（ドイツ語版）がドイツで乾電池の特許を取得（生産開始は1888年）。小型湿電池の性能に不満を抱いた日本の時計技師屋井先蔵が、より取扱いが簡素でまた日本の寒冷地でも使用可能な時計用小型一次電池「屋井式乾電池」を作る[注釈 3]。
- 1888年（明治21年） - デンマークのウィルヘルム・ヘレンセン（英語版）が乾電池の特許を取得。
- 1892年（明治25年） - シカゴ万国博覧会に帝国大学理学部が地震計を出展する。これに使用した屋井式乾電池がアメリカ企業に模倣され、翌年には「Dry battery」という模倣品が舶来品として日本に逆輸入された（当時の日本は「日本が外国から取るものは多くても外国が日本から取るものは少ない」との考えに立って法律を作っていた[22]）。
- 1892年（明治25年） - 日本の乾電池の特許の第一号が高橋市三郎によって取得される（第2062号）。その後屋井先蔵も金銭難から出願できずにいた[23]乾電池の特許を出願・取得（第2086号）。
- 1896年（明治29年） - アメリカ・エナジャイザー（energizer）社が、世界で初めて消費者向けの乾電池を発明。

### 乾電池の飛躍
- 1909年 タングステンのフィラメントによって、乾電池で動く最初の懐中電灯ができた。
- 1954年 外装を円筒状の金属で覆った円筒形単位電池が松下電器産業から発売された[24]。

## 日本国内の主な乾電池・充電式電池メーカーと主なブランド

### 現在生産・販売中
- パナソニック エナジー社（旧・松下電池工業。乾電池・充電式電池の国内シェアトップ。イオン・CGCジャパン・ツルハへもOEM供給）：EVOLTA・EVOLTA NEO・NEO（マンガン乾電池）
  - 朝日乾電池（マンガン乾電池生産からは撤退。現在はパナソニックの完全子会社）
- マクセル（旧・日立マクセル。生産はFDKへ委託）:VOLTAGE（マンガン乾電池販売は2022年限りで終了し、現在はアルカリ乾電池「VOLTAGE」シリーズのみを販売）
- 東芝ライフスタイル
  - 東芝電池（生産はFDKへ委託）：IMPULSE・アルカリ1・クリーク（マンガン乾電池）
- FDK（「FUJITSU」ブランド。旧・富士電気化学。東芝ライフスタイル・三菱電機ホーム機器・マクセル・リーダーメディアテクノ・プラス・兼松・トラスコ中山へもOEM供給し、セブン&アイホールディングスと共同開発したアルカリ乾電池もセブンイレブン各店で販売。2019年7月まではソニーへもOEM供給していた）
- 三菱電機（三菱電機ホーム機器。生産はFDKへ委託）
- オーム電機：「Vアルカリ」シリーズ
- リーダーメディアテクノ（生産はFDKへ委託）：LAZOS
- 大創産業
- プラス（「JOINTEX」ブランド。生産はFDKへ委託。アルカリ乾電池のみ販売）
- 兼松（生産はFDKへ委託。アルカリ乾電池のみ販売）
- アイリスオーヤマ（アルカリ乾電池のみ生産。全国の生活協同組合へもOEM供給）
- キョーリツコーポレーション（「Golden Power」ブランド。単3形および単4形のアルカリ乾電池と9Vのアルカリ・マンガン乾電池のみを生産し、楽器店のみで販売）
- オートバックスセブン（「Golden Power」ブランド。アルカリ乾電池を自社のカー用品店で販売。）
- ロイヤルパーツ（100円ショップ向けのアルカリ乾電池、GPブランドのマンガン乾電池を販売。）
- モリトク（100円ショップ向けのアルカリ乾電池、GPブランドのマンガン乾電池を販売。）
- 薦田紙工業（100円ショップ向けのアルカリ乾電池を販売。）
- 三福（100円ショップ向けのアルカリ乾電池を販売。）
- イオン（トップバリュブランドのアルカリ乾電池を販売。）
- ニトリ（オリジナルの乾電池を自社店舗にて販売。）
- トライアルカンパニー（オリジナルのアルカリ乾電池「パワーエナジー」を自社店舗で販売。）
- IMA（Kurasimoブランドのアルカリ乾電池を販売。）
- トラスコ中山（生産はFDAへ委託。TRUSCOロゴが印字されたオリジナルの乾電池を法人向けに卸販売。）
- スバル（100円ショップ向けのマンガン乾電池を販売。）

### 生産・販売より撤退
- ソニー
  - ソニーエナジーデバイス（FDKへ生産委託していたが、2019年7月限りで全種類の電池販売より完全撤退。リチウムイオン電池事業は村田製作所へ譲渡。今後ソニー製品に組み込まれるお試し用乾電池はパナソニック・マクセルなどの他社より供給）：スタミナ乾電池
- シャープ（同社製品のリモコンに組み込まれているお試し用乾電池はパナソニックなどの他社より供給）
- 日立製作所（マクセルへ生産委託していた「HITACHI」ブランド乾電池は2018年限りで販売終了。現在日立チェーンストールではマクセル・FDK製乾電池を販売し、日立製品のリモコンに組み込まれるお試し用乾電池はマクセルなどの他社より供給）
- 三洋電機（パナソニック完全子会社化に伴い「SANYO」ブランドは廃止され親会社「Panasonic」ブランドへ吸収合併。充電式電池「エネループ」はパナソニックブランドで継続販売）。
- 日本ビクター（現：JVCケンウッド）
- 朝日電器（「ELPA」ブランド。乾電池販売からは撤退し、現在は小型LEDライト・携帯オーディオなどの電池応用商品のみを生産・販売）

### 宣伝戦略
- デュラセルバニー（英語版）、エナジャイザー・バニー（英語版）、EVOLTAチャレンジ ‐ 各メーカーの乾電池の耐久性を証明する宣伝戦略として、電池で駆動する人形が使われた。